# Franko Escarpment
Franko Escarpment (in lingua inglese: Scarpata Franko) è una scarpata montuosa antartica, per lo più coperta di neve, che si sviluppa in direzione nord-sud per 7 km e forma il bordo nordorientale della Lexington Table, nel Forrestal Range dei Monti Pensacola, in Antartide. 
La denominazione è stata assegnata dall'Advisory Committee on Antarctic Names (US-ACAN) nel 1979 in onore di Stephen J. Franko, responsabile del settore Sussidi e Contratti della National Science Foundation dal 1967 e che aveva la responsabilità di tutti i contratti a supporto dell'United States Antarctic Research Program.